# 舒特淖日
舒特淖日，又名修土湖，是位于中国内蒙古自治区呼伦贝尔市陈巴尔虎旗西乌珠尔苏木东南的一个湖泊。其位置约在东经118°42′，北纬49°24′。湖面海拔568米，面积达1平方公里。该湖的沉积物主要是芒硝。舒特淖日在蒙古语中的意思是有硝的湖。